# Рейнбот (род)
Рейнбот (нем. Rheinbott) — российский дворянский род немецкого происхождения.

## Происхождение и история рода
Внесён в дворянскую родословную книгу Санкт-Петербургской губернии. Первым представителем рода стал сын немецкого купца, Томас Фридрих Теодор Рейнбот (1751—1813), — генерал-суперинтендант приходов Санкт-Петербургской губернии. Его жена, Хелена Нотбек (1764—1818). Их потомки:
- Фридрих Тимотеус Рейнбот (1781—1837) ∞ Мария (урожд. фон Рихтер; 1788—1852)
  - Елизавета Фёдоровна фон Энден (1807—1851)
  - Фёдор Фёдорович Рейнбот (1808—1868)
  - Nadine фон Фриде (1812—1868)
  - Ольга Фёдоровна Крикуновская (1822—1857)
- Антон фон Рейнбот (1782—1823) ∞ Екатерина фон Энден (1793—1865)
  - Фёдор Антонович Рейнбот (1809—1889) ∞ Евгения Ивановна (урожд. Кубасова)
    - Евгений Фёдорович Рейнбот (1847—1895)
    - Виктор Фёдорович Рейнбот (1849—1908)
    - Николай Фёдорович Рейнбот (1852—?)

  - Павел Антонович Рейнбот (1811—1886)
  - Екатерина Антоновна Рейнбот (1812—1829)
  - Антон Антонович Рейнбот (1814—1891) ∞ Надежда Павловна (урожд. Резвая; ? — 1912)
    - Виктор Антонович Рейнбот (1836—1882)
      - Николай Викторович Рейнбот (1872—1919)

    - Анатолий Антонович Рейнбот (1844—?) ∞ Евгения Григорьевна (урожд. Неверова; 1846—1871)
      - Анатолий Анатольевич Рейнбот-Резвой (1868—1918)
        - Анатолий Анатольевич Рейнбот-Резвой (1895—1919)

    - Ростислав Антонович Рейнбот (1846—?)
      - Ростислав Ростиславович Рейнбот (1871 — после 1925)
      - Пётр Ростиславович Рейнбот (1879 — после 1939)

  - Александр Антонович Рейнбот (1815—1885) ∞ Амалия (1813—1862)
    - Сергей Александрович Рейнбот (1842—1919)
    - Вера Александровна Рейнбот (1846—?)

  - Евгений Антонович Рейнбот (1821—1905) ∞ гр. Надежда Николаевна Ламсдорф
    - Павел Евгеньевич Рейнбот (1855—1934)
    - Александр Евгеньевич Рейнбот (1858—1918)
    - Евгения Евгеньевна Рейбот (1860—1942)
    - Виктор Евгеньевич Рейнбот (1869—1956)
- Анна Кристина Блум (1784—1858)
- Карл Людвиг Рейнбот (1787—1861)
- Томас Фридрих Рейнбот (1788—1863)
  - Фёдор Фомич Рейнбот (?—?)
- Луиза Юлиана Вильгемина Рейнбот (1789—1871)